# JoAnne Sellar
JoAnne Ruth Sellar (Londra, 1963) è una produttrice cinematografica britannica, nota per aver prodotto tutti i film di Paul Thomas Anderson da Boogie Nights - L'altra Hollywood (1997) a Il filo nascosto (2017), venendo candidata all'Oscar al miglior film per quest'ultimo e per Il petroliere (2007).

## Biografia

### 1982–1992: Londra
Cominciò a lavorare nel 1982, diciannovenne, come programmatrice del cinema londinese di fama underground Scala, di proprietà di Stephen Wooley, curando rassegne dedicate al cinema dell'orrore all'epoca del panico morale sui cosiddetti video nasty che le valsero il soprannome di Queen of Gore. Raccontò anni dopo di aver scoperto in un'occasione il cadavere di uno spettatore dopo una proiezione notturna di In cerca di Mr. Goodbar. Spostatasi alla Palace Video (e poi Pictures), la casa di produzione creata da Wooley col co-fondatore della Virgin Records Nik Powell, diresse per quattro anni la divisione dedicata ai videoclip, producendone per gli U2, i Pogues, Elvis Costello e Fine Young Cannibals, diretti da Neil Jordan, Michael Caton-Jones e altri emergenti, durante i quali toccò per la prima volta con mano la realtà produttiva losangelina.
Memore della sua passione per il genere horror, Wooley le offrì l'occasione di produrre il suo primo film quando Richard Stanley sottopose alla Palace il copione del suo esordio Hardware - Metallo letale (1990), che Sellar realizzò per un milione di sterline girando alla Roundhouse di Camden Town. Il film fu un successo commerciale, sia al cinema che nel circuito home video, anche per via del budget stringato. Dopo un'ultima parentesi musicale come produttrice di uno speciale TV dell'ABC per il disco Red Hot + Blue, tornò a collaborare con Stanley per la sua opera seconda, Demoniaca (1992), girata in Namibia con un budget stavolta di oltre 2 milioni e mezzo di sterline. Tuttavia, la post produzione fu inficiata dai crescenti problemi finanziari e l'eventuale fallimento della Palace, nonché dalla volontà della Miramax, co-finanziatrice del film e sua distributrice americana, di accorciarne la durata in maniera molto significativa contro la volontà del regista, risultando alla fine un flop.

### 1992–1995: Hollywood
In seguito a ciò Sellar decise di seguire Stanley a Hollywood, separandosene quando quest'ultimo accettò di dirigere L'isola perduta per la New Line Cinema, mentre lei opzionava la sceneggiatura di un thriller intitolato Dark Blood, che produsse per la Fine Line Features scritturandovi River Phoenix, Judy Davis e Jonathan Pryce come protagonisti. Tuttavia, il film venne segnato dalla morte di Phoenix dopo tre settimane di riprese, che spinse Sellar ad accantonarlo a causa dei costi elevati che avrebbe comportato ri-girare con un altro attore tutte le altre scene in cui compariva Phoenix, essendosi le riprese appena trasferite dal deserto dello Utah a Los Angeles per le scene di interni. In seguito a quest'esperienza, Sellar si ritirò dal mondo dello spettacolo per qualche anno, prima di ritornare producendo un altro horror, Il signore delle illusioni (1995) di Clive Barker, per la United Artists.

### 1996–2017: Produttrice di Paul Thomas Anderson
Conobbe il regista Paul Thomas Anderson tramite suo marito Daniel Lupi, che ne aveva co-prodotto l'esordio Sydney (1996). Anderson le sottopose la sceneggiatura del suo Boogie Nights - L'altra Hollywood (1997), che aveva trovato un campione all'interno della New Line nella persona dell'executive Michael De Luca, ma faticava ad ottenere semaforo verde a causa della scarsa fiducia che lo studio nutriva verso il produttore di Sydney John Lyons, giudicato troppo inesperto per un film da 15 milioni di dollari: l'entrata di Sellar sbloccò l'empasse. Sul set, dovette conquistarsi la fiducia di Anderson, reduce dalla travagliata post produzione di Sydney: «una volta capito che volevo solo aiutarlo a portare questa fantastica sceneggiatura sul grande schermo [...] che non cercavo di fregarlo e facevo solo il mio lavoro—si è fidato completamente di me. E quando Paul si fida di te, diventi parte della sua famiglia». Lanciati dal successo (moderato al botteghino, ma molto caloroso a livello di critica e premi) del film, Sellar e Anderson instaurarono un sodalizio produttivo proseguito già dal successivo Magnolia (1999), Il progetto seguente per Sellar fu The Anniversary Party (2001), a seguito del quale avrebbe prodotto esclusivamente i film di Anderson per vent'anni; nel 2012, infatti, il girato del 1993 di Dark Blood fu montato in un film finito, mentre l'horror con Nicolas Cage Il prescelto (2006), che Sellar avrebbe dovuto produrre, subì alcune vicissitudini produttive e finì per venire accreditata soltanto tra i produttori esecutivi.
Ha dichiarato a proposito di questo rapporto continuativo: «è un lavoro che occupa tutto il tuo tempo, dal minuto in cui [Anderson] comincia a lavorare al soggetto fino a quello in cui il film esce al cinema [...] non c'è molto tempo per combinare altro», ad eccezione dell'intervallo di tempo intercorso tra Vizio di forma (2014) e Il filo nascosto (2017), durante il quale diresse per un anno la divisione produttiva dell'Annapurna Pictures, che aveva finanziato alcuni dei film di Anderson di quel decennio. Sellar ha avuto ognuno dei suoi tre figli nei momenti di stasi tra lo sviluppo di un film e l'altro, di cui la prima nel 1998.
Per produrre i film di Anderson, Sellar ha fondato con quest'ultimo la casa di produzione Ghoulardi Film Company. Data la natura «meticolosa» di Anderson sul set, storicamente tutti i suoi film prodotti da Sellar da Magnolia (1999) fino a Il filo nascosto (2017) si sono aggirati attorno i 30 milioni di dollari di budget, un costo contenuto che ha garantito loro la piena libertà creativa da parte degli studio per cui lavoravano di volta in volta. Lasciata infatti la New Line dopo i primi due film a causa di un cambio ai vertici, Sellar ha prodotto i successivi film di Anderson per altre Case: la Revolution (Ubriaco d'amore), Paramount Vantage (Il petroliere), l'Annapurna (The Master), Warner Bros. (Vizio di forma) e Focus Features (Il filo nascosto).
Ha ricevuto una candidatura all'Oscar al miglior film nel 2008 per Il petroliere e nel 2018 per Il filo nascosto.

## Filmografia
- Hardware - Metallo letale (Hardware), regia di Richard Stanley (1990)
- Demoniaca (Dust Devil), regia di Richard Stanley (1992)
- Il signore delle illusioni (Lord of Illusions), regia di Clive Barker (1995)
- Boogie Nights - L'altra Hollywood (Boogie Nights), regia di Paul Thomas Anderson (1997)
- Magnolia, regia di Paul Thomas Anderson (1999)
- The Anniversary Party, regia di Jennifer Jason Leigh e Alan Cumming (2001)
- Ubriaco d'amore (Punch-Drunk Love), regia di Paul Thomas Anderson (2002)
- Il prescelto (The Wicker Man), regia di Neil LaBute (2006) - produttrice esecutiva
- Il petroliere (There Will Be Blood), regia di Paul Thomas Anderson (2007)
- The Master, regia di Paul Thomas Anderson (2012)
- Dark Blood, regia di George Sluizer (2012)
- Vizio di forma (Inherent Vice), regia di Paul Thomas Anderson (2014)
- Il filo nascosto (Phantom Thread), regia di Paul Thomas Anderson (2017)
- Licorice Pizza, regia di Paul Thomas Anderson (2021) - produttrice esecutiva

Una giovane Sellar, all'epoca in cui lavorava allo Scala, appare in un cameo in Mona Lisa (1986) di Neil Jordan: è la ragazza che manda al diavolo Bob Hoskins nella scena dove quest'ultimo entra in un strip club a chiedere una tazza di tè.